# Palacio del Marqués de Malpica
El Palacio del Marqués de Malpica es un edificio de la ciudad española de Toledo, ubicado en la plaza de Santa Clara y contiguo al monasterio del mismo nombre. Se trata de uno de los palacios del Toledo renacentista y perteneció a Francisco Payo de Ribera y Barroso, Señor de Malpica, Valdepusa y Parla, mencionado en 1563 como sus casas principales de Toledo, después pasaría a su descendencia que llegaron a ser marqueses de Malpica.

## Descripción
La fachada, aunque ha sufrido transformaciones, conserva la torre-mirador, tan usual en la tipología de la casa toledana. Los sótanos, de enormes dimensiones, mantienen sus bóvedas. En el interior se encuentra un patio cuadrado, con cuatro columnas en cada lado y dos pisos, ambos de orden jónico que están adintelados con zapatas y dinteles de piedra.
El piso inferior tiene las zapatas decoradas con un tondo con rosácea, y el entablamento alterna esta misma decoración con los escudos de la familia. La solución de esquina se realiza con una columna que tiene la zapata doblada hacia los dos lados.
En el piso superior las columnas descansan sobre pedestales rectangulares, sin que se puedan ver los balaústres que formaban el antepecho. Arquitectónicamente nos encontramos los mismos motivos, cambiando solamente la decoración; las zapatas tienen venera y donde antes veíamos los escudos familiares aparecen ahora las clásicas cabezas covarrubiescas. La cornisa final está formada por unas fuertes ménsulas, que alternan con flores de cuatro hojas.
A la izquierda del patio se desarrolla una gran escalera claustral, que no se halla en contacto directo con el patio, ya que éste está rodeado de una crujía que conserva todavía, en algunos sitios, unas columnas sosteniendo un dintel, decorado con las misas rosetas que las del patio, y una pequeña cornisa de piedra, en la parte superior del muro, que nos indica cómo el tamaño de las antiguas crujías se corresponde con el actual.
La escalera, de caja abierta, nace de dos huecos adintelados, separados por una columna y con dos pilastras en los extremos. El dintel, que recorre los dos huecos, tiene la misma decoración de rosáceas que ya se ha señalado.
El patio de este edificio, aunque no conste documentalmente, había de ser de Alonso de Covarrubias, por la semejanza con otras obras suyas, pudiendo fecharse su ejecución hacia finales de la tercera década del siglo XVI.